# L'Épopée de Cheïkh Bouamama
Pour plus de détails, voir Fiche technique et Distribution.
L'Épopée de Cheïkh Bouamama (ملحمة الشيخ بوعمامة, Buamama en version originale) est un film algérien réalisé par Benamar Bakhti, sorti en 1983,.

## Synopsis
L'histoire du film tourne autour de l'épopée de Cheikh Bouamama, un leader de la résistance nationale en Algérie à l'époque coloniale française. Les événements se déroulent dans le sud-ouest du pays. Le film raconte aussi différentes étapes de la résistance, notamment l'un des soulèvements du peuple algérien, à savoir la « bataille des fils de Sidi Sheikh Bouamama », dans laquelle le général français Lyautey a été désigné pour tenter de réprimer et de mettre fin à cette résistance,,.

## Fiche technique
- Titre français : L'Épopée de Cheïkh Bouamama
- Titre original : ملحمة الشيخ بوعمامة
- Réalisation : Benamar Bakhti
- Scénario : Boualem Bessaïh et Benamar Bakhti
- Photographie : Youcef Sahraoui
- Décors :
- Costumes : El Hachemi Lyliane et Aicha Ben-Bouali
- Musique : Chérif Korteby
- Production : Messaoud Hannache
- Sociétés de production : RTA
- Sociétés de distribution : Télévision Algérienne
- Budget :
- Pays d'origine :  Algérie
- Langues originales : arabe
- Format : Couleurs - 2,35:1 - 35 mm
- Genre : Guerre et Biographie
- Durée : 178 minutes
- Dates de sortie : 
  -  Algérie : 1983
  -  Union soviétique : juillet 1985

## Distribution
- Athmane Ariouet : Cheikh Bouamama
- Robert Bazil : le général Lyautey
- Ahmed Benaïssa
- Mustapha Chougrani
- Pierre Fromont
- Benyoucef Hattab
- Alain Janey
- Mohamed Sissani
- Nadia Talbi

## Réception
Le film a reçu une critique très positive lors de sa sortie, il a connu même un grand succès a l'étranger[réf. nécessaire].